# WR 25
WR 25 (HD 93162) là một ngôi sao dạng Wolf-Rayet với khối lượng 110 lần Khối lượng Mặt trời và độ sáng gấp 6,300,000 lần Độ sáng Mặt trời trong chòm sao Carina. Ngôi sao này là một trong những ngôi sao có khối lượng và độ sáng lớn nhất từng biết.